# 洛阳新区
洛阳新区又称洛南新区，位于河南省洛阳市洛河南部，是孙善武主政洛阳后主导开发的城市新区，周恩来任中华人民共和国总理期间，考虑到洛南地区文物古迹甚多，不建议在洛河南部大规模的城市建设，但随着近代城市发展的需要，洛阳城区北部是邙山，而东西向的扩张又不可能无限拉大，因此，洛南地区成为城市扩展的主要选择。洛阳新区总规划面积约为71.3平方公里。
洛阳经济技术开发区位于该地。